# 星秀一
星 秀一（ほし しゅういち、1955年9月6日 - ）は、日本の実業家。伊藤忠食品代表取締役社長や、日本加工食品卸協会副会長を務めた。

## 人物・経歴
山形県出身。1974年山形県立米沢興譲館高等学校卒業。1979年一橋大学法学部卒業、伊藤忠商事入社。1998年ファミリーコーポレーション取締役。2000年伊藤忠商事社食品流通部食品流通第一課長。2001年伊藤忠商事食品流通第一部長代行兼食品流通第一課長。2002年雪印アクセス取締役。
2006年伊藤忠商事食料カンパニー食品流通部門長補佐兼食品流通部長。2009年伊藤忠商事食料カンパニー食品流通部門長兼CVS事業推進部長。2010年伊藤忠商事執行役員食品流通部門長。2010年伊藤忠食品取締役。2011年伊藤忠食品代表取締役副社長執行役員。
2013年から伊藤忠食品代表取締役社長執行役員を務め、「集団型経営」にあたった。2015年日本加工食品卸協会代表理事副会長・近畿支部長。2016年に首を痛め、伊藤忠食品取締役相談役に退いた。2017年伊藤忠食品理事。2018年SBSホールディングス非常勤顧問。2019年SBSホールディングス社外取締役。2020年森永製菓社外取締役。